# White (album của Fin.K.L)
White là album phòng thu thứ hai của nhóm nhạc nữ Hàn Quốc huyền thoại Fin.K.L. Sau thành công với việc phát hành album thứ nhất Blue Rain (1998), nhóm nhanh chóng phát hành album phòng thu thứ hai. Album gồm 12 đĩa đơn, với thời lượng 49 phút 48 giây, trong đó thì họ chỉ quảng bá 4 bài hát "Forever Love" (tiếng Hàn: 영원한 사랑), "Waiting For You", "The Beginning", "Oh! Boy" (quảng bá một lần trên các sân khấu âm nhạc), "Pride" (tiếng Hàn: 자존심). Tuy phát hành trong một thời gian rất ngắn, chưa đầy một năm sau khi phát hành album thứ nhất, nhưng đây là album thành công nhất của nhóm, với hơn 700.000 bản bán ra.

## Phát hành
White phát hành ngày 12 tháng 5 năm 1999. Album phát hành trong một thời gian ngắn sau thành công của album đầu tiên. Album có thể phát hành nhanh chóng như vậy là vì các thành viên cũng tham gia vào việc sáng tác, soạn nhạc cho một số ca khác trong album. Trong đó, Lee Hyori sáng tác "Still In love", Ock Joo-hyun là "So We" (tiếng Hàn: 그래서 우린), Lee Jin tham gia sản xuất và hoàn thành cho bài hát "Glass" (tiếng Hàn: 유리). Với "Glass" thì Sung Yuri đã ấp ủ cho việc sáng tác đĩa đơn này từ thời trung học, nên việc "White" được phát hành nhanh chóng như vậy là dễ hiểu. Tuy là vậy nên Fin.K.L chỉ phát hành hai video quảng bá duy nhất cho hai đĩa đơn là "Forever Love" (tiếng Hàn: 영원한 사랑) và "Pride" (tiếng Hàn: 자존심). Còn "Waiting For You" mặc dù được quảng bá rầm rộ trên các sân khấu âm nhạc nhưng mãi đến tháng 8 khi phát album 1999 Fin.K.L First Live Concert, thì video âm nhạc chính thức cho đĩa đơn này mới được phát hành và quảng bá rầm rộ và đồng thời cũng có một bản MV đặc biệt cho "Oh! Boy".

### Forever Love
"Forever Love" (tiếng Hàn: 영원한 사랑) là đĩa đơn chính của album, phát hành và quảng bá đồng thời với album. Tuy chỉ quảng bá trung bình một tháng trên các sân khấu âm nhạc (trong đó SBS Inkigayo quảng bá 5 tuần từ ngày 17 tháng 5 đến 21 tháng 6, vì tập ngày 01 tháng 6 bị thay đổi lịch), nhưng đĩa đơn vẫn nhanh chóng giữ vị trí thứ nhất trên các bảng xếp hạng âm nhạc trực tuyến. Để phục vụ cho việc quảng bá album thì nhóm đã tung ra một video ca nhạc cho đĩa đơn, với nội dung về tình yêu của chàng trai với cô gái mà mình yêu từ lần đầu nhìn thấy. Nhưng tình yêu ấy chàng trai chỉ dám cất dấu trong lòng mà không nói ra, và để rồi luyến tiếc, mà không ngừng nhớ nhung. Vũ đạo của bài hát rất được lòng nhiều khán giả trẻ cũng được nhiều ca sĩ và nhóm nhạc tân binh cover lại trong một thời gian dài.

### Waiting For You
"Waiting For You" là đĩa đơn thứ hai được quảng bá trên các sân khấu âm nhạc, bài hát được quảng bá vào tháng 8 trên các sân khấu âm nhạc, và dành được vị trí thứ 3, nhưng không có mv nào quảng bá cho việc phát hành đĩa đơn. Nhưng sau đó lại có một video đặc biệt được cắt ra từ buổi live concert của họ, để quảng bá. Tương tự "Forever Love", đây cũng là một hit nổi tiếng không kém của Fin.K.L.

### The Beginning
"The Beginning" là đĩa đơn thứ 3 được bá trên các sân khấu âm nhạc cuối tuần. Tuy nhiên nhóm không có MV ca nhạc nào phát hành cho việc quảng bá bài hát. Đồng thời "The Beginning" chỉ được quảng bá một vài lần tại các sân khấu trở lại của nhóm, và không được xếp hạng.

### Oh! Boy
Tương tự như "The Beginning", "Oh! Boy" không có video ca nhạc quảng bá cho album, đồng thời nhóm chỉ quảng bá 1 lần duy nhất trên SBS Inkigayo ngày 22 tháng 8 năm 1999, cho việc quảng bá cho album. Nên không có bất kì thứ hạng nào cho đĩa đơn trên các bảng xếp hạng âm nhạc. Mặc dù vậy "oh! Boy" cũng là một bài hát được giới trẻ Hàn Quốc lúc bấy giời rất yêu thích. Nên sau đó một thời gian thì MV của bài hát đã được phát một cách phi chính thức, với nội dung về việc chuẩn bị cho live concert đầu tiên của họ.

### Pride
"Pride" (tiếng Hàn: 자존심) là đĩa đơn cuối cùng của album được tích cực giới thiệu từ tháng 7, và bắt đầu quảng bá rộng rãi trở lại trên các sân khấu âm nhạc cuối tuần bắt đầu từ tháng 8. Để phục vụ cho việc quảng bá đĩa đơn thì một MV đã ợcd phát hành đồng thời, nhằm phục vụ cho việc quảng bá đĩa đơn. Trong MV các thành viên Fin.K.L trở thành các vị thần tình yêu và giúp đỡ cho chàng trai nhút nhát thổ lộ tình cảm với ca gái, đúng như tên MV là "Pride". Việc quảng bá như vậy thì "Pride" xứng đáng dành thứ hạng cao trên các bảng xếp hạng âm nhạc trong nhiều tuần liên tiếp. Độ gây nghiện của đĩa đơn là vô cùng lớn.
| Thu âm = tháng 4 năm 1998 ~ tháng 1 năm 1999
| Thể loại = 
- K-pop
- Ballad
- Dance-pop

| Thời lượng = 49 phút 48 giây
| Hãng đĩa = DSP Media
| Nhà sản xuất = 
| Album trước = Fine Killing Liberty 
 (1998)
| Album này = White 
 (1999)
| Album sau = 1999 Fin.K.L First Live Concert 
 (2000)
}}
White là album phòng thu thứ hai của nhóm nhạc nữ Hàn Quốc huyền thoại Fin.K.L. Sau thành công với việc phát hành album thứ nhất Blue Rain (1998), nhóm nhanh chóng phát hành album phòng thu thứ hai. Album gồm 12 đĩa đơn, với thời lượng 49 phút 48 giây, trong đó thì họ chỉ quảng bá 4 bài hát "Forever Love" (tiếng Hàn: 영원한 사랑), "Waiting For You", "The Beginning", "Oh! Boy" (quảng bá một lần trên các sân khấu âm nhạc), "Pride" (tiếng Hàn: 자존심). Tuy phát hành trong một thời gian rất ngắn, chưa đầy một năm sau khi phát hành album thứ nhất, nhưng đây là album thành công nhất của nhóm, với hơn 700.000 bản bán ra.

## Phát hành
White phát hành ngày 12 tháng 5 năm 1999. Album phát hành trong một thời gian ngắn sau thành công của album đầu tiên. Album có thể phát hành nhanh chóng như vậy là vì các thành viên cũng tham gia vào việc sáng tác, soạn nhạc cho một số ca khác trong album. Trong đó, Lee Hyori sáng tác "Still In love", Ock Joo-hyun là "So We" (tiếng Hàn: 그래서 우린), Lee Jin tham gia sản xuất và hoàn thành cho bài hát "Glass" (tiếng Hàn: 유리). Với "Glass" thì Sung Yuri đã ấp ủ cho việc sáng tác đĩa đơn này từ thời trung học, nên việc "White" được phát hành nhanh chóng như vậy là dễ hiểu. Tuy là vậy nên Fin.K.L chỉ phát hành hai video quảng bá duy nhất cho hai đĩa đơn là "Forever Love" (tiếng Hàn: 영원한 사랑) và "Pride" (tiếng Hàn: 자존심). Còn "Waiting For You" mặc dù được quảng bá rầm rộ trên các sân khấu âm nhạc nhưng mãi đến tháng 8 khi phát album 1999 Fin.K.L First Live Concert, thì video âm nhạc chính thức cho đĩa đơn này mới được phát hành và quảng bá rầm rộ và đồng thời cũng có một bản MV đặc biệt cho "Oh! Boy".

### Forever Love
"Forever Love" (tiếng Hàn: 영원한 사랑) là đĩa đơn chính của album, phát hành và quảng bá đồng thời với album. Tuy chỉ quảng bá trung bình một tháng trên các sân khấu âm nhạc (trong đó SBS Inkigayo quảng bá 5 tuần từ ngày 17 tháng 5 đến 21 tháng 6, vì tập ngày 01 tháng 6 bị thay đổi lịch), nhưng đĩa đơn vẫn nhanh chóng giữ vị trí thứ nhất trên các bảng xếp hạng âm nhạc trực tuyến. Để phục vụ cho việc quảng bá album thì nhóm đã tung ra một video ca nhạc cho đĩa đơn, với nội dung về tình yêu của chàng trai với cô gái mà mình yêu từ lần đầu nhìn thấy. Nhưng tình yêu ấy chàng trai chỉ dám cất dấu trong lòng mà không nói ra, và để rồi luyến tiếc, mà không ngừng nhớ nhung. Vũ đạo của bài hát rất được lòng nhiều khán giả trẻ cũng được nhiều ca sĩ và nhóm nhạc tân binh cover lại trong một thời gian dài.

### Waiting For You
"Waiting For You" là đĩa đơn thứ hai được quảng bá trên các sân khấu âm nhạc, bài hát được quảng bá vào tháng 8 trên các sân khấu âm nhạc, và dành được vị trí thứ 3, nhưng không có mv nào quảng bá cho việc phát hành đĩa đơn. Nhưng sau đó lại có một video đặc biệt được cắt ra từ buổi live concert của họ, để quảng bá. Tương tự "Forever Love", đây cũng là một hit nổi tiếng không kém của Fin.K.L.

### The Beginning
"The Beginning" là đĩa đơn thứ 3 được bá trên các sân khấu âm nhạc cuối tuần. Tuy nhiên nhóm không có MV ca nhạc nào phát hành cho việc quảng bá bài hát. Đồng thời "The Beginning" chỉ được quảng bá một vài lần tại các sân khấu trở lại của nhóm, và không được xếp hạng.

### Oh! Boy
Tương tự như "The Beginning", "Oh! Boy" không có video ca nhạc quảng bá cho album, đồng thời nhóm chỉ quảng bá 1 lần duy nhất trên SBS Inkigayo ngày 22 tháng 8 năm 1999, cho việc quảng bá cho album. Nên không có bất kì thứ hạng nào cho đĩa đơn trên các bảng xếp hạng âm nhạc. Mặc dù vậy "oh! Boy" cũng là một bài hát được giới trẻ Hàn Quốc lúc bấy giời rất yêu thích. Nên sau đó một thời gian thì MV của bài hát đã được phát một cách phi chính thức, với nội dung về việc chuẩn bị cho live concert đầu tiên của họ.

### Pride
"Pride" (tiếng Hàn: 자존심) là đĩa đơn cuối cùng của album được tích cực giới thiệu từ tháng 7, và bắt đầu quảng bá rộng rãi trở lại trên các sân khấu âm nhạc cuối tuần bắt đầu từ tháng 8. Để phục vụ cho việc quảng bá đĩa đơn thì một MV đã ợcd phát hành đồng thời, nhằm phục vụ cho việc quảng bá đĩa đơn. Trong MV các thành viên Fin.K.L trở thành các vị thần tình yêu và giúp đỡ cho chàng trai nhút nhát thổ lộ tình cảm với ca gái, đúng như tên MV là "Pride". Việc quảng bá như vậy thì "Pride" xứng đáng dành thứ hạng cao trên các bảng xếp hạng âm nhạc trong nhiều tuần liên tiếp. Độ gây nghiện của đĩa đơn là vô cùng lớn.

## Danh sách đĩa nhạc
| Vol. 2 White     | Vol. 2 White                                      | Vol. 2 White     | Vol. 2 White     | Vol. 2 White                | Vol. 2 White |
| STT              | Nhan đề                                           | Phổ lời          | Phổ nhạc         | Hòa âm                      | Thời lượng   |
| ---------------- | ------------------------------------------------- | ---------------- | ---------------- | --------------------------- | ------------ |
| 1.               | "Forever Love" (영원한 사랑)                      | Kim Young-ah     | Joo Joo-tae      | Cho Sung-jin, Joo Tae-young | 04:09        |
| 2.               | "Waiting For You"                                 | Kim Young-ah     | Mario Bolden     | Lee Jong-pil                | 04:11        |
| 3.               | "The Beginning"                                   | Yoo Yoo-jin      | Shin In-soo      | Kim Seung-hyun              | 04:20        |
| 4.               | "Fairytale in a drawer" (서랍속의 동화)           | Kim Young-ah     | Ma Kyung-sik     | Lee Jong-pil                | 04:15        |
| 5.               | "Oh! Boy"                                         | Kim Young-ah     | Kim Seok-chan    | Jeon Jun-kyu                | 03:59        |
| 6.               | "I'm right now"                                   | Kim Hyeji        | Kim Hyeji        | Song Bum, Kim Hyeji         | 03:56        |
| 7.               | "So We" (그래서 우린)                             | Ock Joo-hyun     | Kim Seok-chan    | Jeon Jun-kyu                | 04:06        |
| 8.               | "Pride" (자존심)                                  | Kim Young-ah     | Park Hae-Wun     | Park Hae-Wun                | 04:05        |
| 9.               | "Still in Love"                                   | Lee Hyori        | Mario Bolden     | Jeon Jun-kyu                | 04:20        |
| 10.              | "Kiss Me? Alright!"                               | Kim Young-ah     | Oh Ji-hoon       | Oh Ji-hoon                  | 03:47        |
| 11.              | "Glass" (유리)                                    | Lee Jin          | Sung Yuri        | Sung Yuri, Lee Jong-pil     | 03:52        |
| 12.              | "My Prayer" (나의 기도 (Ock Joo-hyun, Lee Hyori)) | Bae Jeong Eun    | Bae Jeong Eun    | Bae Jeong Eun               | 04:47        |
| Tổng thời lượng: | Tổng thời lượng:                                  | Tổng thời lượng: | Tổng thời lượng: | Tổng thời lượng:            | 49:48        |

## Mô tả
Album gồm 12 đĩa đơn, kéo dài 49 phút 48 giây. Trong đó nhóm chỉ quảng bá chính thức 3 đĩa đơn là "Forever Love", "Waiting for You", "Pride", ngoài ra Fin.K.L cũng quảng bá, giới thiệu một vài đĩa đơn khác bao gồm "The Beginning", "Oh! Boy". Mặc dù chỉ sáng tác trong một thời gian ngắn nhưng chất lượng của album vẫn đảm bảo. Mặc dù các đĩa đơn còn lại không được quảng bá rộng rã nhưng rất được giới trẻ yêu thích. Ngoài ra các đĩa đơn khác như: "Fairytale in a drawer" (tiếng Hàn: 서랍속의 동화), "Still in Love", "Kiss Me? Alright!", Glass (tiếng Hàn: 유리), "My Prayer" (tiếng Hàn: 나의 기도) được biểu diễn ở live Concert thứ nhất 1999 tại Seoul; "I'm Right Now" cũng xuất hiện trong Dreams live concert thứ hai của Fin.K.L năm 2000 và trong DVD cùng tên của nhóm. Album thứ hai này có sự đầu tư hơn so với album thứ nhất của họ thay vì chỉ có R&B và Ballad buồn thì trong album này lại có sự xuất hiện thêm nhiều dòng nhạc khác như pop, dance-pop, hip-hop,...

## Quảng bá

### Forever
Để phục vụ cho việc quảng bá thì nhóm đã tung ra một MV. MV nói về tình yêu của một chàng trai yêu đơn phương cô gái xinh đẹp, nhưng không dám nói ra, chỉ biết dõi theo tình yêu ấy. Rồi một ngày cô gái ấy ra đi mãi mãi, để lại chàng trai một mình chàng trai cô đơn. Đĩa đơn bắt đầu quảng bá trên các sân khấu âm nhạc từ tháng 5 đến tháng 6 trong vòng 5 tuần.

### Waiting For You
Là đĩa đơn duy nhất của album được quảng bá rộng rãi nhưng lại không có video nào để quảng bá cả. Nhưng lại đạt nhiều thứ hạng cao trên các sân khấu âm nhạc, cao nhất là thứ 3.

### Pride
Mặc dù được quảng bá cuối cùng nhưng "Pride" cũng gặt hát nhiều thành công cho nhóm. Đĩa đơn được bắt đầu quảng bá trên SBS inkigayo từ giữa tháng 8 (từ tuần thứ 3) cho tới tháng 9.

## Thành công
Với những bài hát hay như vậy thì con số 593,816 bản bán ra và xếp ở vị trí thứ 5 tính đến tháng 9 năm 2019 là con số tương xứng với công sức bỏ ra của bốn cô gái. Với việc thành công như vậy thì nhóm đã nhanh chóng tổ chức live concert đầu tiên trong năm 1999. Đồng thời album cũng góp phần đem lại nhiều chiến thắng cho Fin.K.L tại các lễ trao giải cuối năm như: Giải thưởng Seoul Music Awards, Best Dance Award tại lễ trao giải KMTV Music Awards, giải thưởng SBS Gayo Daejeon.